# 周起渭
周起渭（1665年—1714年），字漁璜，號桐埜，貴州貴縣（今貴陽花溪）人，祖籍江西廬陵，清朝政治人物、詩人。

## 生平
起渭生於康熙四年（1665年），為周國柱長子。康熙二十六年（1687年）中丁卯科貴州解元，康熙三十三年（1694年）中甲戌科進士。選庶吉士，散館授檢討。曾參與《皇輿表》之修纂，次年典試浙江鄉試。四十九年擢侍讀，奉命修《淵鑑類函》，編纂《康熙字典》。康熙四十九年（1710年）擢升翰林院侍读，提督順天學政。康熙五十一年（1712年）升侍读学士。康熙五十二年（1713年）四月，升詹事府詹事，奉命致祭東嶽泰山，入冬回京，勞累成疾。康熙五十三年（1714年）卒於官。其父將其故宅捐為貴州會館，扶柩歸黔。

## 著作
周起渭工於詩。其任翰林时，康熙帝詢問大學士陳廷敬當今後進詩人，廷敬即推舉申義和周起渭，二人并稱“翰苑两詩人”。郑珍在《桐野先生荷锄像赞》中称:“诗当康熙，如日正中。起问汉大，唯渔璜公。桐野一编，眉山放翁。经纬宫商，继盛长通。”《清史稿》則稱“清诗人以起渭为冠。”著有《桐埜詩集》4卷、《介眉集》1卷。